# Saint-Sorlin-en-Valloire
Saint-Sorlin-en-Valloire è un comune francese di 2 090 abitanti situato nel dipartimento della Drôme della regione dell'Alvernia-Rodano-Alpi.

## Società

### Evoluzione demografica
Abitanti censiti